# VK Saretschje Odinzowo
Der VK Saretschje Odinzowo (oft auch Zarechie Odintsovo, russisch волейбольный клуб Заречье-Одинцово) ist ein russischer Frauen-Volleyballverein aus Odinzowo, Oblast Moskau, der 1987 gegründet wurde und seit 1996 an der ersten russischen Spielklasse, der Volleyball-Superliga, teilnimmt.
Die erste Mannschaft des Vereins gewann 2008 und 2010 die russische Meisterschaft sowie 1995, 2002, 2003, 2004, 2006, 2007 den Pokalwettbewerb. Zudem erreichte sie 2007 das Finale um den CEV-Pokal und 2008 das Finale der Volleyball Champions League. 2014 gewann man den Challenge Cup.